# Galerías Preciados
Galerías Preciados fue un grupo español de grandes almacenes, fundado en 1943 por Pepín Fernández y desaparecido el 24 de noviembre de 1995 tras declararse en suspensión de pagos y ser adquirido por su competidor El Corte Inglés.

## Historia

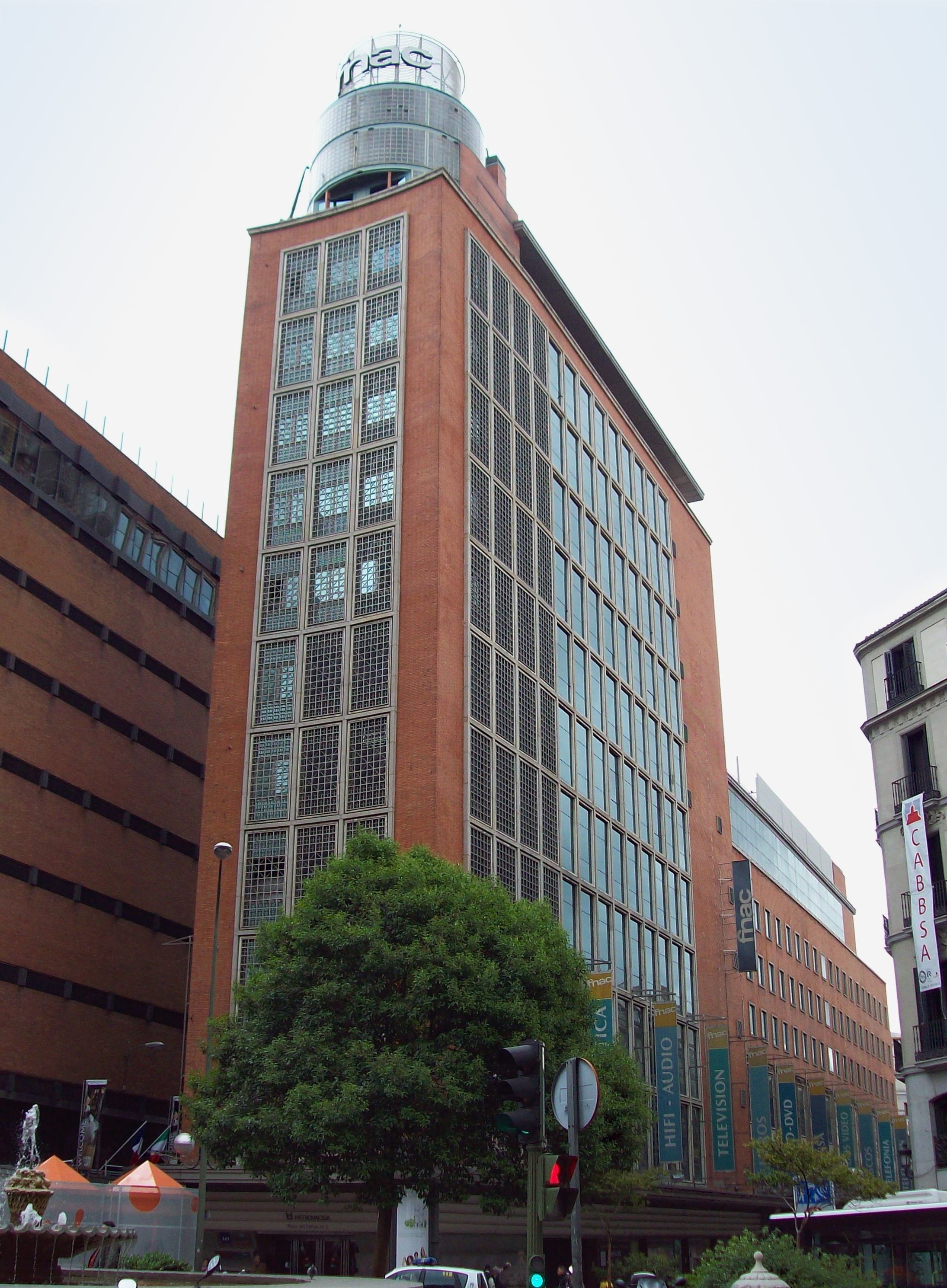
Primer centro de Galerías, en la calle Preciados. En 1993 fue vendido a Fnac.

El grupo tomó su nombre de la calle Preciados de Madrid, donde estaba ubicado el primer negocio, una ampliación del establecimiento Sederías Carretas (ubicado en la calle de Carretas), fundado por Pepín Fernández a su regreso de Cuba en 1934. Para fundarlo se inspiró en el estilo de los Almacenes El Encanto de La Habana. La inauguración tuvo lugar en 1943, y posteriormente se abrieron más centros en otras ciudades de España. 
En junio de 1963 abrió su primera sede en Barcelona, adquirida a la antigua Casa Jorba, por lo que se denominó Jorba Preciados, reinaugurando dicho local el 5 de diciembre del año siguiente. En 1968 inauguraron su primer gran almacén —el segundo de España, después de la apertura de Sears en Barcelona en 1967—, en la madrileña plaza del Callao.
En 1976 y 1977 sufrió tres atentados terroristas con bomba del Movimiento por la Autodeterminación e Independencia del Archipiélago Canario (MPAIAC): uno en Las Palmas, otro en Santa Cruz de Tenerife y el tercero en el de calle Arapiles en Madrid.

### Crisis y desaparición
Tras un agresivo plan de crecimiento, la empresa se endeudó y pasó en 1979 a manos de uno de sus acreedores, el Banco Urquijo. En 1981 el grupo Rumasa se hizo con el paquete de acciones de la entidad bancaria, y controló Galerías Preciados hasta su expropiación forzosa en 1983. Un año después el grupo venezolano Cisneros venció la subasta de privatización con una oferta de 1.000 millones de pesetas. Pero en 1987, y tras varios ejercicios con pérdidas, Cisneros vendió la empresa a la firma británica Mountleigh por más de 30.000 millones de pesetas. Los nuevos dueños renovaron tanto las tiendas como la imagen corporativa de la empresa. Sin embargo, nunca pudieron remontar la difícil situación interna.

Logotipo de Galerías Preciados utilizado hasta 1992

Tras entrar en números rojos, Mountleigh vendió la cadena en 1992 a un grupo de inversores españoles liderado por Justo López Tello, antiguo empleado de Galerías Preciados, y Fernando Sada, cuñado de Mario Conde, por 21.200 millones de pesetas. Las deudas a corto plazo aumentaron un 62% en menos de un año, y la empresa tuvo que declararse en suspensión de pagos dos años después, con una deuda de 28.000 millones.
El 3 de julio de 1995 cerraron definitivamente todos los locales de la cadena, y durante ese mismo año se efectuó la absorción de Galerías por parte de El Corte Inglés, quien remodeló y mantuvo los 22 establecimientos adquiridos entonces a Galerías. El edificio original de la calle Preciados de Madrid alberga desde 1993 un centro comercial de la cadena francesa Fnac y varias oficinas. Aunque en 2008 el Fondo de Garantía Salarial sacó a subasta la denominación comercial por 300 000 euros, el concurso quedó desierto.

## Ciudades con tiendas de Galerías Preciados
Galerías Preciados contó a lo largo de su existencia con un total de 33 centros de venta distribuidos en 26 ciudades.
| Ciudad                 | Centro                 | Fecha de inauguración     | Situación actual                     |
| ---------------------- | ---------------------- | ------------------------- | ------------------------------------ |
| Madrid                 | Callao                 | 14 de abril de 1943       | Edificio 2 de Preciados Tienda FNAC  |
| Badajoz                | Badajoz                | 23 de octubre de 1947     | Tienda Sfera Supermercado            |
| Don Benito             | Don Benito             | 1949                      | Restaurante                          |
| Santa Cruz de Tenerife | Santa Cruz de Tenerife | 23 de diciembre de 1950   | Príncipe Gran Hotel                  |
| Córdoba                |                        | Abril de 1957             | Cerrado en 1972                      |
| Jaén                   | Jaén                   | 6 de mayo de 1958         | Tienda Sfera                         |
| Cádiz                  | Calle Ancha            | 1 de octubre de 1958      |                                      |
| Sevilla                | Magdalena              | 1 de octubre de 1959      | Hotel Magdalena Plaza                |
| Murcia                 | Murcia                 | 5 de octubre de 1959      | Edificio 2 de Murcia                 |
| Bilbao                 | Ercilla                | 2 de diciembre de 1959    | Oficinas del BBVA                    |
| Las Palmas             | León y Castillo        | 19 de junio de 1961       | Abandonado (Cerrado en 1973)         |
| Éibar                  | Éibar                  | 16 de mayo de 1962        | Perfumería Arenal                    |
| Madrid                 | Arapiles               | 3 de abril de 1964        | Outlet Supermercado                  |
| Barcelona              | Jorba Preciados        | 5 de diciembre de 1965    | Centro comercial Oficinas            |
| Sevilla                | San Pablo              | 1970                      | Edificio 2 de Plaza del Duque        |
| Zaragoza               | Zaragoza               | 27 de marzo de 1971       | Independencia                        |
| Bilbao                 | Zabalburu              | 16 de octubre de 1971     | Centro comercial Hostel Oficinas     |
| Córdoba                | Ronda de Los Tejares   | 17 de octubre de 1972     | Córdoba                              |
| Madrid                 | Goya                   | 27 de abril de 1973       | Edificio 2 de Goya                   |
| Las Palmas             | Mesa y López           | 17 de octubre de 1973     | Edificio 2 de Las Palmas             |
| Valladolid             | Valladolid             | 1 de marzo de 1974        | Tienda de Zara Hotel                 |
| Palma de Mallorca      | Palma de Mallorca      | 25 de octubre de 1974     | Jaume III                            |
| Granada                | Granada                | 25 de abril de 1975       | Granada                              |
| Oviedo                 | Oviedo                 | 16 de mayo de 1975        | Uría                                 |
| Alicante               | Alicante               | 22 de abril de 1976       | Edificio 2 del Alicante              |
| Vitoria                | Vitoria                | 15 de octubre de 1976     | Vitoria                              |
| Valencia               | Valencia               | 14 de octubre de 1977     | Edificio 2 del Sorolla/Colón         |
| Burgos                 | Burgos                 | 1 de octubre de 1980      |                                      |
| Albacete               | Albacete               | 17 de septiembre de 1981  | Tienda Sfera                         |
| Madrid                 | La Vaguada             | 25 de octubre de 1983     | La Vaguada (cerrado)                 |
| Madrid                 | Serrano                | Adquirido a Sears en 1982 | Serrano                              |
| Barcelona              | Diagonal               | Adquirido a Sears en 1982 | Oficinas Supermercado                |
| Leganés                | Parquesur              | 6 de noviembre de 1989    | Parquesur (cerrado)                  |
| Valdepeñas             | Valdepeñas             | 30 de marzo de 1993       | Oficinas municipales                 |
| Cádiz                  | Bahía Sur              | Abril de 1993             | Bahía sur (cerrado) Centro comercial |